# Premier district congressionnel d'Arkansas
Le 1er district du congressionnel de l'Arkansas est un district du Congrès américain dans l'est de l'Arkansas qui élit un Représentant à la Chambre des représentants des États-Unis. Il est actuellement représenté par le Républicain Rick Crawford. Avec un Indice de vote Cook Partisan de R + 21, c'est le district le plus Républicain de l'Arkansas, un État avec une délégation du Congrès entièrement républicaine.

## Histoire
Le delta du Mississippi abrite depuis longtemps l'agriculture industrielle américaine, le coton, le riz et le soja étant de loin les principales exportations de la région. Le 1er district couvre la majeure partie de la région du delta de l'Arkansas et s'étend aussi loin à l'ouest que les Ozarks. Les zones agricoles, malgré leur fertilité, sont généralement pauvres selon les normes nationales, le chômage et la sous-éducation étant parmi les plus grands problèmes. Les rizières sont parmi les plus grands bénéficiaires des subventions agricoles fédérales - et trois des cinq principales fermes subventionnées aux États-Unis se trouvent dans le 1er district, recevant plus de 100 millions de dollars depuis 1996.
Certaines usines de fabrication ont récemment été implantées dans la région, plusieurs usines de pièces automobiles étant en cours de construction à Marion et Toyota la considérant comme le site de sa septième usine nord-américaine.
Jonesboro est la plus grande ville, qui abrite une importante industrie de transformation alimentaire avec des entreprises telles que Nestlé et Frito-Lay implantées ici. Jonesboro abrite également l'Université d'État de l'Arkansas (ASU)-Jonesboro. Alors que Jonesboro lui-même arbore une tendance républicaine, avec certains des comtés des collines, il est contrebalancé par la forte présence Démocrate dans le delta du fleuve Mississippi dominé par les Afro-Américains.
Jusqu'à récemment, il en résultait un vote assez divisé dans la politique nationale. Cependant, le quartier a été emporté par la tendance républicaine croissante en Arkansas. Alors qu'Al Gore a remporté de justesse le district en 2000 avec 50% des voix, George W. Bush a remporté le district en 2004. Le district est devenu encore plus Républicain en 2008, donnant à John McCain 58,69% des voix tandis que Barack Obama a obtenu 38,41% ici. . Le vote Républicain n'a cessé d'augmenter depuis lors, culminant avec le total de 65% des voix de Donald Trump en 2016, sa meilleure performance dans l'État.

## Géographie

### 2003-2013
Avant le recensement de 2010, le 1er district représentait des parties du nord-est de l'Arkansas, englobant les Comtés d'Arkansas, Baxter, Clay, Cleburne, Craighead, Crittenden, Cross, Fulton, Greene, Independence, Izard, Jackson, Lawrence, Lee, Lonoke, Mississippi, Monroe, Phillips, Poinsett, Prairie, Randolph, Saint Francis, Searcy, Sharp, Stone et Woodruff.

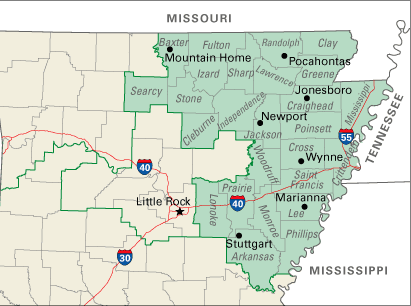
Le district de 2003 à 2013

### 2013-2023
Le district comprend des comtés supplémentaires dans la partie sud-est qui faisaient partie du 4e district qui à son tour prenait toute la frontière est de l'Arkansas. Il englobe entièrement les comtés d'Arkansas, Baxter, Chicot, Clay, Cleburne, Craighead, Crittenden, Cross, Desha, Fulton, Greene, Independence, Izard, Jackson, Lawrence, Lee, Lincoln, Lonoke, Mississippi, Monroe, Phillips, Poinsett, Prairie, Randolph, Saint Francis, Searcy, Sharp, Stone et Woodruff. Le district englobe également des parties du Comté de Jefferson.

### 2023 - Présent
Le 1er district comprend désormais l'intégralité des comtés suivants, à l'exception de Pulaski, qu'il partage avec les 2e et 4e districts. Les seules municipalités du Comté de Pulaski situées dans le 1er district sont Scott (qui est en partie située dans le Comté de Lonoke) et North Little Rock, dont des parties se trouvent également dans le 2e district.
| #   | Comté        | Siège                  | Population |
| --- | ------------ | ---------------------- | ---------- |
| 1   | Arkansas     | Stuttgart, DeWitt      | 16 307     |
| 5   | Baxter       | Mountain Home          | 42 875     |
| 9   | Boone        | Harrison               | 38 530     |
| 17  | Chicot       | Lake Village           | 9538       |
| 21  | Clay         | Piggott, Corning       | 14 201     |
| 31  | Craighead    | Jonesboro, Lake City   | 113 993    |
| 35  | Crittenden   | Marion                 | 47 139     |
| 37  | Cross        | Wynne                  | 16 420     |
| 41  | Desha        | Arkansas City          | 10 479     |
| 49  | Fulton       | Salem                  | 12 421     |
| 55  | Greene       | Paragould              | 46 743     |
| 63  | Independence | Batesville             | 38 320     |
| 65  | Izard        | Melbourne              | 14 169     |
| 67  | Jackson      | Newport                | 16 784     |
| 75  | Lawrence     | Walnut Ridge           | 16 318     |
| 77  | Lee          | Marianna               | 8201       |
| 79  | Lincoln      | Star City              | 12 898     |
| 85  | Lonoke       | Lonoke                 | 75 944     |
| 89  | Marion       | Yellville              | 17 514     |
| 93  | Mississippi  | Blytheville, Osceola   | 38 663     |
| 95  | Monroe       | Clarendon              | 6512       |
| 107 | Phillips     | Helena                 | 14 961     |
| 111 | Poinsett     | Harrisburg             | 22 397     |
| 117 | Prairie      | Des Arc, DeValls Bluff | 8036       |
| 119 | Pulaski      | Little Rock            | 400 009    |
| 121 | Randolph     | Pocahontas             | 18 907     |
| 123 | St. Francis  | Forrest City           | 22 101     |
| 129 | Searcy       | Marshall               | 7806       |
| 135 | Sharp        | Ash Flat               | 17 968     |
| 137 | Stone        | Mountain View          | 12 671     |
| 147 | Woodruff     | Augusta                | 5964       |

## Historique de vote
| Année | Poste      | Résultats           |
| ----- | ---------- | ------------------- |
| 2000  | Président  | Bush 51 % - 45 %    |
| 2004  | Président  | Bush 54 % - 44 %    |
| 2008  | Président  | McCain 59 % - 38 %  |
| 2012  | Président  | Romney 61 % - 36 %  |
| 2016  | Président  | Trump 65 % - 30 %   |
| 2020  | Président  | Trump 69 % - 27 %   |
| 2020  | Sénat      | Cotton 74 % - 26 %  |
| 2022  | Sénat      | Boozman 72 % - 25 % |
| 2022  | Gouverneur | Sanders 70 % - 29 % |

## Liste des Représentants du district
Le district a été créé en 1853 après que le Recensement des États-Unis de 1850 ait ajouté un second siège à l'État. Le district at-large a été divisé en ce district, ainsi que le second district.
| Membre                            | Parti             | Année                           | Congrès     | Histoire électorale |
| --------------------------------- | ----------------- | ------------------------------- | ----------- | --- |
| District créée le 4 mars 1853     |                   |                                 |             | |
| Alfred B. Greenwood (en)          | Démocrate         | 4 mars 1853 - 3 mars 1859       | 33e - 35e   | Élu en 1853. Réélu en 1854. Réélu en 1856. Retrait. |
| Thomas C. Hindman                 | Démocrate         | 4 mars 1859 - 3 mars 1861       | 36e         | Élu en 1858. Réélu en 1860 mais démissionne à cause de la Guerre de Sécession. |
| Vacant                            | Vacant            | 4 mars 1861 - 22 juin 1868      | 37e - 40e   | Guerre de Sécession et Reconstruction |
| Logan H. Roots (en)               | Républicain       | 22 juin 1868 - 3 mars 1871      | 40e , 41e   | Élu pour finir un mandat. Réélu en 1868. Perds sa réélection. |
| James M. Hanks (en)               | Démocrate         | 4 mars 1871 - 3 mars 1873       | 42e         | Élu en 1870. |
| Asa Hodges (en)                   | Républicain       | 4 mars 1873 - 3 mars 1875       | 43e         | Élu en 1872. Retrait. |
| Lucien C. Gause (en)              | Démocrate         | 4 mars 1875 - 3 mars 1879       | 44e , 45e   | Élu en 1874. Réélu en 1876. Retrait. |
| Pointdexter Dunn (en)             | Démocrate         | 4 mars 1879 - 3 mars 1890       | 46e - 50e   | Élu en 1878. Réélu en 1880. Réélu en 1882. Réélu en 1884. Réélu en 1886. Retrait. |
| William H. Cate (en)              | Démocrate         | 4 mars 1889 - 5 mars 1890       | 51e         | Élu en 1888. Perds la contestation de son élection. |
| Lewis P. Featherstone (en)        | Travailliste (en) | 5 mars 1890 - 3 mars 1891       | 51e         | Conteste avec succès l'élection de William H. Cate de 1888. Perds sa réélection. |
| William H. Cate (en)              | Démocrate         | 4 mars 1891 - 3 mars 1893       | 52e         | Élu en 1890. Retrait. |
| Philip D. McCulloch Jr. (en)      | Démocrate         | 4 mars 1893 - 3 mars 1903       | 53e - 57e   | Élu en 1892. Réélu en 1894. Réélu en 1896. Réélu en 1898. Réélu en 1900. Retrait. |
| Robert B. Macon (en)              | Démocrate         | 4 mars 1903 - 3 3 mars 1913     | 58e - 62e   | Élu en 1902. Réélu en 1904. Réélu en 1906. Réélu en 1908. Réélu en 1910. Perds sa renomination. |
| Thaddeus H. Caraway (en)          | Démocrate         | 4 mars 1913 - 3 mars 1921       | 63e - 66e   | Élu en 1912. Réélu en 1914. Réélu en 1916. Réélu en 1918. Retrait pour se présenter comme Sénateur des États-Unis. |
| William J. Driver (en)            | Démocrate         | 4 mars 1921 - 3 janvier 1939    | 67e - 75e   | Élu en 1920. Réélu en 1922. Réélu en 1924. Réélu en 1926. Réélu en 1928. Réélu en 1930. Réélu en 1932. Réélu en 1934. Réélu en 1936. Perds sa renomination.                                                                             |
| Ezekiel C. Gathings (en)          | Démocrate         | 3 janvier 1939 - 3 janvier 1959 | 76e - 90e   | Élu en 1938. Réélu en 1940. Réélu en 1942. Réélu en 1944. Réélu en 1946. Réélu en 1948. Réélu en 1950. Réélu en 1952. Réélu en 1954. Réélu en 1956. Réélu en 1958. Réélu en 1960. Réélu en 1962. Réélu en 1964. Réélu en 1966. Retrait. |
| William Vollie Alexander Jr. (en) | Démocrate         | 3 janvier 1969 - 3 janvier 1993 | 91e - 102e  | Élu en 1968. Réélu en 1970. Réélu en 1972. Réélu en 1974. Réélu en 1976. Réélu en 1978. Réélu en 1980. Réélu en 1982. Réélu en 1984. Réélu en 1986. Réélu en 1988. Réélu en 1990. Perds sa renomination.                                |
| Blanche Lincoln                   | Démocrate         | 3 janvier 1993 - 3 janvier 1997 | 103e - 104e | Élue en 1992. Réélue en 1994. Retrait. |
| Robert Marion Berry (en)          | Démocrate         | 3 janvier 1997 - 3 janvier 2011 | 105e - 111e | Élu en 1996. Réélu en 1998. Réélu en 2000. Réélu en 2002. Réélu en 2004. Réélu en 2006. Réélu en 2008. Retrait. |
| Rick Crawford                     | Républicain       | 3 janvier 2011 - Présent        | 112e - 117e | Élu en 2010. Réélu en 2012. Réélu en 2014. Réélu en 2016. Réélu en 2018. Réélu en 2020. |

## Résultats des récentes élections
Voici les résultats des dix précédents cycles électoraux du 1er district.

### 2004
| Élection de 2004 du 1er district congressionnel de l'Arkansas | Élection de 2004 du 1er district congressionnel de l'Arkansas | Élection de 2004 du 1er district congressionnel de l'Arkansas | Élection de 2004 du 1er district congressionnel de l'Arkansas | Élection de 2004 du 1er district congressionnel de l'Arkansas |
| ------------------------------------------------------------- | ------------------------------------------------------------- | ------------------------------------------------------------- | ------------------------------------------------------------- | ------------------------------------------------------------- |
| Parti                                                         | Parti                                                         | Candidat                                                      | Votes                                                         | %                                                             |
|                                                               | Démocrate                                                     | Robert Marion Berry (sortant)                                 | 162 388                                                       | 67,0                                                          |
|                                                               | Républicain                                                   | Vernon Humphrey                                               | 81 556                                                        | 33,0                                                          |
| Total des votes                                               | Total des votes                                               | Total des votes                                               | 243 944                                                       | 100%                                                          |
|                                                               | Les Démocrates conservent                                     |                                                               |                                                               |                                                               |

### 2006
| Élection de 2006 du 1er district congressionnel de l'Arkansas | Élection de 2006 du 1er district congressionnel de l'Arkansas | Élection de 2006 du 1er district congressionnel de l'Arkansas | Élection de 2006 du 1er district congressionnel de l'Arkansas | Élection de 2006 du 1er district congressionnel de l'Arkansas |
| ------------------------------------------------------------- | ------------------------------------------------------------- | ------------------------------------------------------------- | ------------------------------------------------------------- | ------------------------------------------------------------- |
| Parti                                                         | Parti                                                         | Candidat                                                      | Votes                                                         | %                                                             |
|                                                               | Démocrate                                                     | Robert Marion Berry (sortant)                                 | 127 577                                                       | 69,0                                                          |
|                                                               | Républicain                                                   | Mickey Stumbaugh                                              | 56 611                                                        | 31,0                                                          |
| Total des votes                                               | Total des votes                                               | Total des votes                                               | 184 188                                                       | 100%                                                          |
|                                                               | Les Démocrates conservent                                     |                                                               |                                                               |                                                               |

### 2008
| Élection de 2008 du 1er district congressionnel de l'Arkansas | Élection de 2008 du 1er district congressionnel de l'Arkansas | Élection de 2008 du 1er district congressionnel de l'Arkansas | Élection de 2008 du 1er district congressionnel de l'Arkansas | Élection de 2008 du 1er district congressionnel de l'Arkansas |
| ------------------------------------------------------------- | ------------------------------------------------------------- | ------------------------------------------------------------- | ------------------------------------------------------------- | ------------------------------------------------------------- |
| Parti                                                         | Parti                                                         | Candidat                                                      | Votes                                                         | %                                                             |
|                                                               | Démocrate                                                     | Robert Marion Berry (sortant)                                 | 124 304                                                       | 100%                                                          |
|                                                               | Les Démocrates conservent                                     |                                                               |                                                               |                                                               |

### 2010
| Élection de 2010 du 1er district congressionnel de l'Arkansas | Élection de 2010 du 1er district congressionnel de l'Arkansas | Élection de 2010 du 1er district congressionnel de l'Arkansas | Élection de 2010 du 1er district congressionnel de l'Arkansas | Élection de 2010 du 1er district congressionnel de l'Arkansas |
| ------------------------------------------------------------- | ------------------------------------------------------------- | ------------------------------------------------------------- | ------------------------------------------------------------- | ------------------------------------------------------------- |
| Parti                                                         | Parti                                                         | Candidat                                                      | Votes                                                         | %                                                             |
|                                                               | Républicain                                                   | Rick Crawford                                                 | 93 224                                                        | 52,0                                                          |
|                                                               | Démocrate                                                     | Chad Causey                                                   | 78 267                                                        | 13,0                                                          |
|                                                               | Vert                                                          | Ken Adler                                                     | 8320                                                          | 5,0                                                           |
|                                                               | Write-in                                                      | Write-in                                                      | 205                                                           | 0,11                                                          |
| Total des votes                                               | Total des votes                                               | Total des votes                                               | 180 016                                                       | 100%                                                          |
|                                                               | Les Républicains prennent aux Démocrates                      |                                                               |                                                               |                                                               |

### 2012
| Élection de 2012 du 1er district congressionnel de l'Arkansas | Élection de 2012 du 1er district congressionnel de l'Arkansas | Élection de 2012 du 1er district congressionnel de l'Arkansas | Élection de 2012 du 1er district congressionnel de l'Arkansas | Élection de 2012 du 1er district congressionnel de l'Arkansas |
| ------------------------------------------------------------- | ------------------------------------------------------------- | ------------------------------------------------------------- | ------------------------------------------------------------- | ------------------------------------------------------------- |
| Parti                                                         | Parti                                                         | Candidat                                                      | Votes                                                         | %                                                             |
|                                                               | Républicain                                                   | Rick Crawford (sortant)                                       | 138 800                                                       | 56,0                                                          |
|                                                               | Démocrate                                                     | Scott Ellington                                               | 127 577                                                       | 69,0                                                          |
|                                                               | Libertarien                                                   | Jessica Paxton                                                | 6427                                                          | 3,0                                                           |
|                                                               | Vert                                                          | Jacob Halloway                                                | 5015                                                          | 2,0                                                           |
| Total des votes                                               | Total des votes                                               | Total des votes                                               | 246 843                                                       | 100%                                                          |
|                                                               | Les Républicains conservent                                   |                                                               |                                                               |                                                               |

### 2014
| Élection de 2014 du 1er district congressionnel de l'Arkansas | Élection de 2014 du 1er district congressionnel de l'Arkansas | Élection de 2014 du 1er district congressionnel de l'Arkansas | Élection de 2014 du 1er district congressionnel de l'Arkansas | Élection de 2014 du 1er district congressionnel de l'Arkansas |
| ------------------------------------------------------------- | ------------------------------------------------------------- | ------------------------------------------------------------- | ------------------------------------------------------------- | ------------------------------------------------------------- |
| Parti                                                         | Parti                                                         | Candidat                                                      | Votes                                                         | %                                                             |
|                                                               | Républicain                                                   | Rick Crawford (sortant)                                       | 124 139                                                       | 63,0                                                          |
|                                                               | Démocrate                                                     | Jackie McPherson                                              | 63 555                                                        | 32,0                                                          |
|                                                               | Libertarien                                                   | Brian Scott Willhite                                          | 8562                                                          | 5,0                                                           |
| Total des votes                                               | Total des votes                                               | Total des votes                                               | 196 256                                                       | 100%                                                          |
|                                                               | Les Républicains conservent                                   |                                                               |                                                               |                                                               |

### 2016
| Élection de 2016 du 1er district congressionnel de l'Arkansas | Élection de 2016 du 1er district congressionnel de l'Arkansas | Élection de 2016 du 1er district congressionnel de l'Arkansas | Élection de 2016 du 1er district congressionnel de l'Arkansas | Élection de 2016 du 1er district congressionnel de l'Arkansas |
| ------------------------------------------------------------- | ------------------------------------------------------------- | ------------------------------------------------------------- | ------------------------------------------------------------- | ------------------------------------------------------------- |
| Parti                                                         | Parti                                                         | Candidat                                                      | Votes                                                         | %                                                             |
|                                                               | Républicain                                                   | Rick Crawford (sortant)                                       | 183 866                                                       | 76,28                                                         |
|                                                               | Libertarien                                                   | Mark West                                                     | 57 181                                                        | 23,72                                                         |
| Total des votes                                               | Total des votes                                               | Total des votes                                               | 241 047                                                       | 100%                                                          |
|                                                               | Les Républicains conservent                                   |                                                               |                                                               |                                                               |

### 2018
| Élection de 2018 du 1er district congressionnel de l'Arkansas | Élection de 2018 du 1er district congressionnel de l'Arkansas | Élection de 2018 du 1er district congressionnel de l'Arkansas | Élection de 2018 du 1er district congressionnel de l'Arkansas | Élection de 2018 du 1er district congressionnel de l'Arkansas |
| ------------------------------------------------------------- | ------------------------------------------------------------- | ------------------------------------------------------------- | ------------------------------------------------------------- | ------------------------------------------------------------- |
| Parti                                                         | Parti                                                         | Candidat                                                      | Votes                                                         | %                                                             |
|                                                               | Républicain                                                   | Rick Crawford (sortant)                                       | 138 757                                                       | 68,9                                                          |
|                                                               | Démocrate                                                     | Chintan Desai                                                 | 57 907                                                        | 28,8                                                          |
|                                                               | Libertarien                                                   | Elvis Presley                                                 | 4581                                                          | 2,3                                                           |
| Total des votes                                               | Total des votes                                               | Total des votes                                               | 201 245                                                       | 100%                                                          |
|                                                               | Les Républicains conservent                                   |                                                               |                                                               |                                                               |

### 2020
| Élection de 2020 du 1er district congressionnel de l'Arkansas | Élection de 2020 du 1er district congressionnel de l'Arkansas | Élection de 2020 du 1er district congressionnel de l'Arkansas | Élection de 2020 du 1er district congressionnel de l'Arkansas | Élection de 2020 du 1er district congressionnel de l'Arkansas |
| ------------------------------------------------------------- | ------------------------------------------------------------- | ------------------------------------------------------------- | ------------------------------------------------------------- | ------------------------------------------------------------- |
| Parti                                                         | Parti                                                         | Candidat                                                      | Votes                                                         | %                                                             |
|                                                               | Républicain                                                   | Rick Crawford (sortant)                                       | 237 596                                                       | 100                                                           |
|                                                               | Les Républicains conservent                                   |                                                               |                                                               |                                                               |

### 2022
La Primaire Démocrate a été annulée. Monte Hodges avance vers l'Élection Générale.
| Primaire Républicaine 2022 du 1er District Congressionnel de l'Arkansas | Primaire Républicaine 2022 du 1er District Congressionnel de l'Arkansas | Primaire Républicaine 2022 du 1er District Congressionnel de l'Arkansas | Primaire Républicaine 2022 du 1er District Congressionnel de l'Arkansas | Primaire Républicaine 2022 du 1er District Congressionnel de l'Arkansas |
| ----------------------------------------------------------------------- | ----------------------------------------------------------------------- | ----------------------------------------------------------------------- | ----------------------------------------------------------------------- | ----------------------------------------------------------------------- |
| Parti                                                                   | Parti                                                                   | Candidat                                                                | Votes                                                                   | %                                                                       |
|                                                                         | Républicain                                                             | Rick Crawford (sortant)                                                 | 64 102                                                                  | 74,6                                                                    |
|                                                                         | Républicain                                                             | Brandt Smith                                                            | 11 981                                                                  | 13,9                                                                    |
|                                                                         | Républicain                                                             | Jody Shackelford                                                        | 9837                                                                    | 11,4                                                                    |

| Élection de 2022 du 1er district congressionnel d'Arkansas, | Élection de 2022 du 1er district congressionnel d'Arkansas, | Élection de 2022 du 1er district congressionnel d'Arkansas, | Élection de 2022 du 1er district congressionnel d'Arkansas, | Élection de 2022 du 1er district congressionnel d'Arkansas, |
| ----------------------------------------------------------- | ----------------------------------------------------------- | ----------------------------------------------------------- | ----------------------------------------------------------- | ----------------------------------------------------------- |
| Parti                                                       | Parti                                                       | Candidat                                                    | Votes                                                       | %                                                           |
|                                                             | Républicain                                                 | Rick Crawford (sortant)                                     | 153 774                                                     | 73,8                                                        |
|                                                             | Démocrate                                                   | Monte Hodges                                                | 54 598                                                      | 26,2                                                        |
| Total des votes                                             | Total des votes                                             | Total des votes                                             | 208 372                                                     | 100%                                                        |
|                                                             | Les Républicains conservent                                 |                                                             |                                                             |                                                             |

### 2024
Les Primaires Républicaine et Démocrate ont été annulées. Rick Crawford (R-Sortant) et Rodney Govens (D) avancent vers l'Élection Générale.
| Primaire Libertarienne 2024 du 1er District Congressionnel de l'Arkansas | Primaire Libertarienne 2024 du 1er District Congressionnel de l'Arkansas | Primaire Libertarienne 2024 du 1er District Congressionnel de l'Arkansas | Primaire Libertarienne 2024 du 1er District Congressionnel de l'Arkansas | Primaire Libertarienne 2024 du 1er District Congressionnel de l'Arkansas |
| ------------------------------------------------------------------------ | ------------------------------------------------------------------------ | ------------------------------------------------------------------------ | ------------------------------------------------------------------------ | ------------------------------------------------------------------------ |
| Parti                                                                    | Parti                                                                    | Candidat                                                                 | Votes                                                                    | %                                                                        |
|                                                                          | Libertarien                                                              | Steven Gene Parsons                                                      | 36                                                                       | 87,8                                                                     |
|                                                                          | Libertarien                                                              | Roger Daugherty                                                          | 4                                                                        | 9,8                                                                      |
|                                                                          | Write-In                                                                 | Write-In                                                                 | 1                                                                        | 2,4                                                                      |

| Élection de 2024 du 1er District Congressionnel de l'Arkansas | Élection de 2024 du 1er District Congressionnel de l'Arkansas | Élection de 2024 du 1er District Congressionnel de l'Arkansas | Élection de 2024 du 1er District Congressionnel de l'Arkansas | Élection de 2024 du 1er District Congressionnel de l'Arkansas |
| ------------------------------------------------------------- | ------------------------------------------------------------- | ------------------------------------------------------------- | ------------------------------------------------------------- | ------------------------------------------------------------- |
| Parti                                                         | Parti                                                         | Candidat                                                      | Votes                                                         | %                                                             |
|                                                               | Républicain                                                   | Rick Crawford (sortant)                                       | 194 711                                                       | 72,9                                                          |
|                                                               | Démocrate                                                     | Rodney Govens                                                 | 64 113                                                        | 24,0                                                          |
|                                                               | Libertarien                                                   | Steven Gene Parsons                                           | 8353                                                          | 3,1                                                           |
| Total des votes                                               | Total des votes                                               | Total des votes                                               | 267 177                                                       | 100%                                                          |
|                                                               | Les Républicains conservent                                   |                                                               |                                                               |                                                               |